# Ofitsery
Ofitsery (russisk: Офицеры) er en sovjetisk spillefilm fra 1971 af Vladimir Rogovoj.

## Medvirkende
- Georgij Jumatov som Aleksej Trofimov
- Vasilij Lanovoj som Ivan Varavva
- Alina Pokrovskaja som Ljubov Trofimova
- Aleksandr Voevodin som Georgij Trofimov
- Vladimir Druzjnikov som Georgij Petrovitj